# 蒙特卡洛中东电台

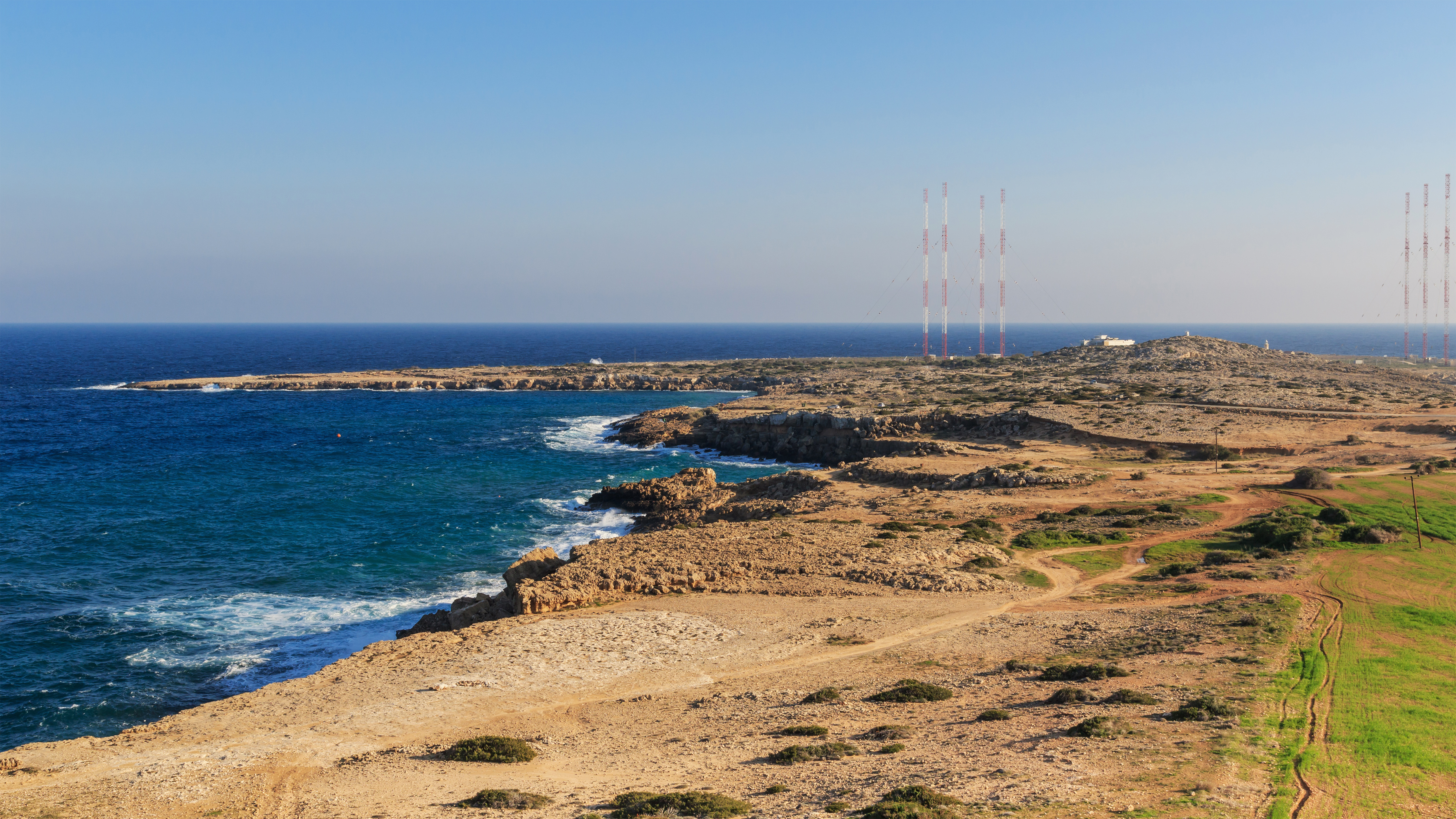
MCD位於塞浦路斯希臘角的中波發射站

蒙地卡羅中東電台（法語：Monte Carlo Doualiya，簡稱；阿拉伯语：‎）是法國面向阿拉伯世界與阿拉伯語社群的公共國際廣播電台，成立於1972年，目前與法国国际广播电台（RFI，法廣）、法国24（France 24）同樣由法國國營國際廣播公司法國世界媒體（FMM）所經營。

## 沿革
為了擴大在泛阿拉伯區域的影響力，同時與美國、英國、蘇聯等對該區域具有影響力的大國抗衡，法國政府透過與摩納哥合資、並在地中海地區具有聲譽的蒙地卡羅電台（Radio Monte-Carlo，簡稱），於1972年成立了RMC中東（法語：RMC Moyen-Orient）。1996年，RMC中東轉售予法廣。2007年，電台改為現名。2012年，改為隸屬於法國對外視聽公司（Audiovisuel extérieur de la France），即今日的法國世界媒體。

## 外部鏈結
- 蒙特卡洛中东电台 （页面存档备份，存于）（阿拉伯文）